# Zuckerhütl
Zuckerhütl, o Pan di Zucchero en italià, és una muntanya del Tirol, Àustria. Amb 3.507 metres és el pic més alt dels Alps de l'Stubai i l'extrem sud de la vall de l'Stubai.
Deriva el seu nom, que tant en alemany com en italià significa pa de sucre, de la seva forma cònica. El vessant oriental està cobert de neu i l'occidental és més rocós.
Els primers alpinistes a fer el cim van ser el pioner alemany Joseph Anton Specht i Alois Tanzer el 1862. Specht era un dels membres fundadors del Club Alpí Alemany.